# Rhachicallis
Rhachicallis là một chi thực vật có hoa trong họ Thiến thảo (Rubiaceae).

## Loài
Chi Rhachicallis gồm các loài: